# Гаджылар (Агджабединский район)
Гаджылар (азерб. Hacılar) — село в Гаджыларском административно-территориальном округе Агджабединского района Азербайджана.

## Этимология
Название села происходит от рода Гаджылар кызылбашского племени зулькадар.

## История
Село Гаджиляр в 1913 году согласно административно-территориальному делению Елизаветпольской губернии относилось к Зангишалинскому сельскому обществу Шушинского уезда.
В 1926 году согласно административно-территориальному делению Азербайджанской ССР село относилось к дайре Агдам Агдамского уезда.
После реформы административного деления и упразднения уездов в 1929 году был образован Боятский сельсовет в Агджабединском районе Азербайджанской ССР.
Согласно административному делению 1961 и 1977 года село Гаджылар входило в Боятский сельсовет Агджабединского района Азербайджанской ССР.
5 октября 1999 года из Боятского административно-территориального округа выделен Гаджыларский с центром в селе Гаджылар Агджабединского района.
В 1999 году в Азербайджане была проведена административная реформа и внутри Гаджыларского административно-территориального округа был учрежден Гаджыларский муниципалитет Агджабединского района.

## География
Село находится в 32 км от райцентра Агджабеди и в 310 км от Баку. Ближайшая железнодорожная станция — Агдам (действующая — Халадж).
Село находится на высоте 163 метра над уровнем моря.

## Население
| Численность населения | Численность населения | Численность населения | Численность населения |
| 1886                  | 1984                  | 1999                  | 2009                  |
| --------------------- | --------------------- | --------------------- | --------------------- |
| 87                    | ↗800                  | ↗1200                 | ↗1271                 |

В 1886 году в селе проживало 87 человек, все — азербайджанцы, по вероисповеданию — мусульмане-шииты.
Население преимущественно занимается хлопководством, животноводством и выращиванием зерна.

## Климат
Среднегодовая температура воздуха в селе составляет +14,0 °C. В селе полупустынный климат.

## Инфраструктура
В советское время близ села располагалась овце-товарная и молочно-товарная ферма.
В селе расположены средняя школа, библиотека, клуб и медицинский пункт.